# Kardiolipinantikroppar

Schematisk bild av antikropp.

Kardiolipinantikroppar är antikroppar riktad mot Kardiolipin som är en viktig beståndsdel i det inre membranet hos mitokondrierna. Kardiolipinantikroppar är en av flera typer av fosfolipidantikroppar och återfinns hos bland annat de med Syfilis, Antifosfolipidsyndrom och SLE. Kardiolipinaantikroppar klassificeras, bland annat som IgM, IgG eller IgA. Här finns det även andra klassificeringar. 
Om man har Kardiolipinantikroppar har man en något ökad risk att få blodproppar. Ibland så behandlas med olika blodförtunnande mediciner. De kan också lättare få blödningar eftersom de kan ha mindre antal blodplättar.